# Kyle Calloway
 (juillet 2016).
Si vous disposez d'ouvrages ou d'articles de référence ou si vous connaissez des sites web de qualité traitant du thème abordé ici, merci de compléter l'article en donnant les références utiles à sa vérifiabilité et en les liant à la section « Notes et références ».
Pour les articles homonymes, voir Calloway.
(en) Statistiques sur pro-football-reference
Kyle Calloway, né le 21 juin 1987 à Belleville (Illinois) et mort le 2 juillet 2016 à Vail (Arizona), est un joueur américain de football américain.

## Biographie

### Lycée
Calloway change deux fois de lycée, jouant pour trois établissements en quatre ans. Il obtient son diplôme à la Belleville East High School où il fait partie des meilleurs joueurs de la ville et de la conférence lors de sa dernière année. Le site de recrutement Rivals.com le classe comme trois étoiles et cinquante-cinquième au classement des offensive tackle du pays au niveau lycéen.

### Carrière

#### Université
Lors de sa première saison, Calloway joue peu, se limitant à quelques apparitions. En 2007, il remplace Bryan Bulaga et obtient un poste de titulaire l'année suivante. Avant le début de la saison 2009, Rivals.com le classe treizième au poste pour le pays. Néanmoins, il est arrêté en possession de drogue au volant de sa voiture en juin 2009.

#### Professionnel
Kyle est classé parmi les meilleurs offensive tackle de la nation pour ce draft et fait figure de favoris; il est comparé à Marc Colombo. Gill Brandt de NFL.com le qualifie comme un bon titulaire au poste. Il est sélectionné au septième tour du draft de la NFL de 2010 par les Bills de Buffalo au 216e choix. Le 8 juin, il signe un contrat de plusieurs années avec les Bills. Le 30 août, il n'est pas retenu dans l'effectif actif pour la saison 2010 et libéré, devenant agent libre.
Dans le courant de l'année 2011, Calloway signe avec les Colonials d'Hartford, évoluant en United Football League, avec l'intention de jouer la saison 2011 avec cette équipe. Néanmoins, le 9 août 2011, Calloway signe avec les Ravens de Baltimore en NFL mais il est libéré le 21 août.

### Décès
Kyle Calloway meurt heurté par un train le 2 juillet 2016.